# World Airways
World Airways, Inc — скасована американська авіакомпанія, у 2000-ті роки замість регулярних рейсів займалася організацією чартерів і вантажоперевезень. Основним напрямком діяльності компанії в цей час було надання послуг для армії США, здавання в лізинг вантажних та пасажирських літаків інших авіакомпаній Air Canada, Sonair, Cargolux або UPS.

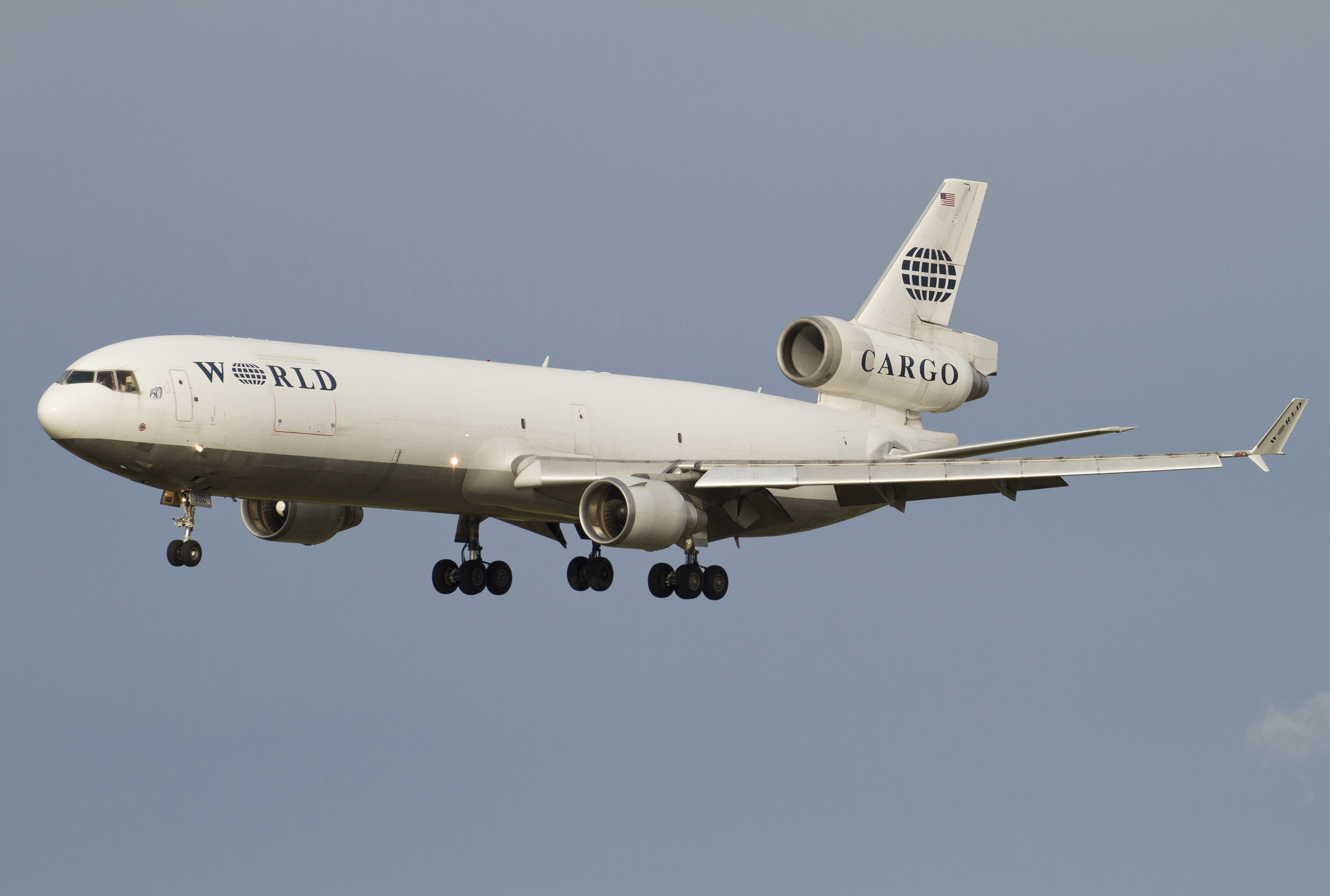
World Airways MD-11F здійснює посадку у Стокгольмі

## Історія заснування
World Airways була заснована в 1948 році Бенджаміном Пеппером. На той момент флот авіакомпанії становили літаки Boeing 314, які раніше належали компанії Pan American World Airways. Однак засновником авіакомпанії вважається Едвард Далі, який купив компанію в 1950 за ціною 50000 доларів. У тому ж році флот поповнився літаками Douglas DC-4. World Airways отримала свій перший урядовий контракт в 1951 році і з тих пір виконувала значну роль в державних авіаперевезеннях. У березні-квітні 2014 року авіакомпанія заявила про своє банкрутство, останні 2 літака MD-11 були перебазовані в американську пустелю Victorville на консервацію.

## Флот

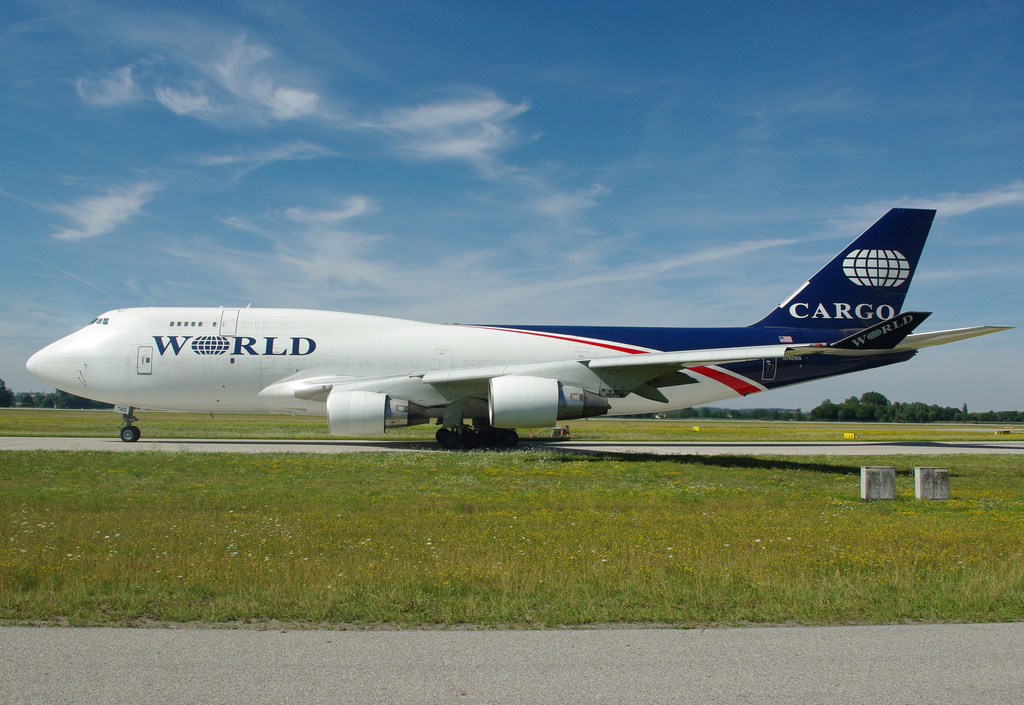
Boeing 747-400BCF в Аеропорту Мюнхена

Станом на грудень 2011 року, флот World Airways складався з таких літаків, середній вік літаків 20 років: